# DKW 3=6

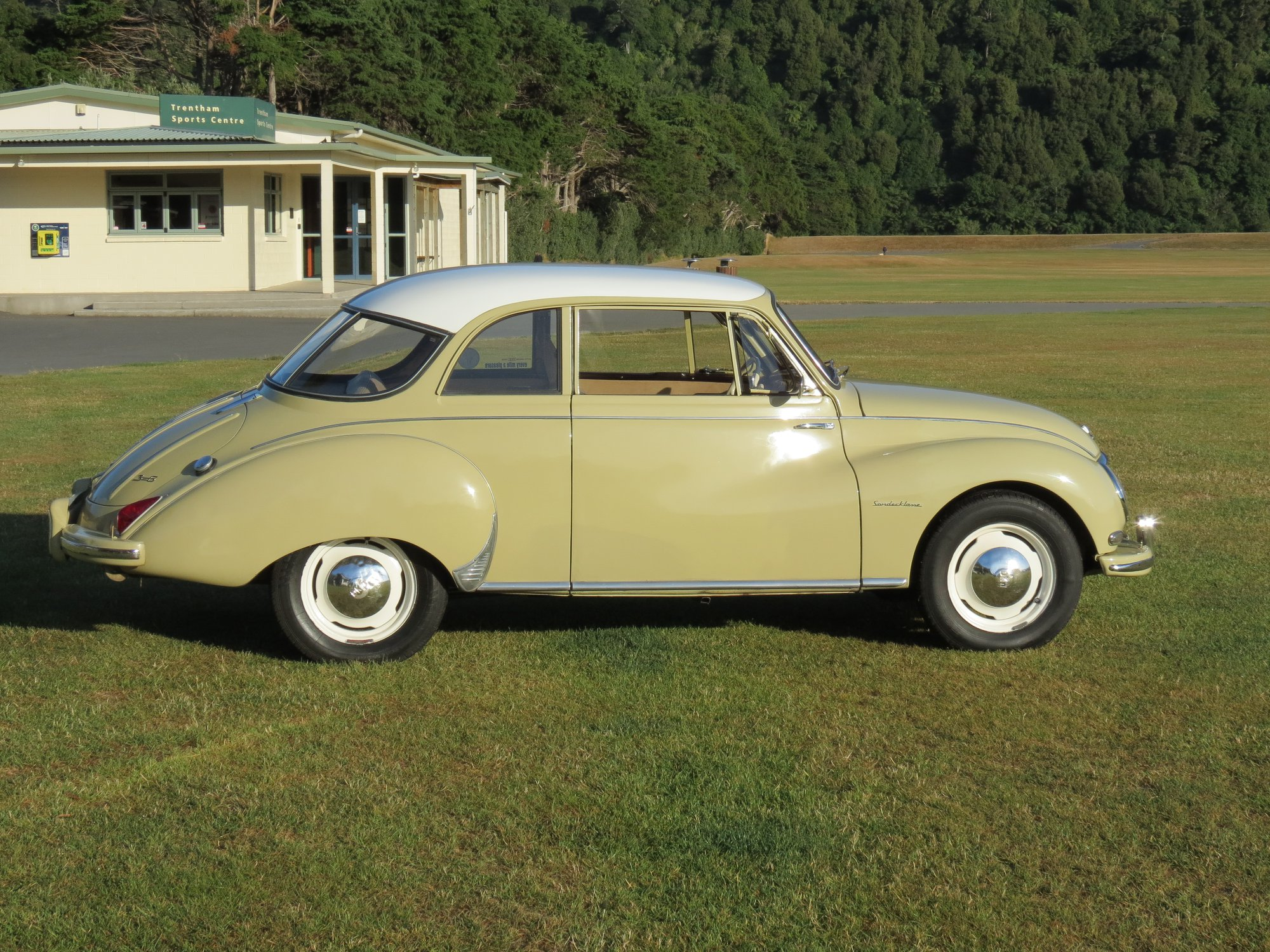

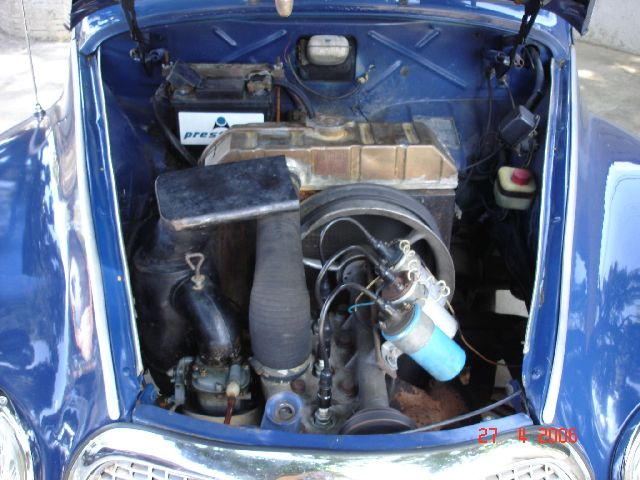
Excepcionalmente, o radiador era colocado diretamente à frente do corta-fogo, mas atrás do motor de dois tempos.

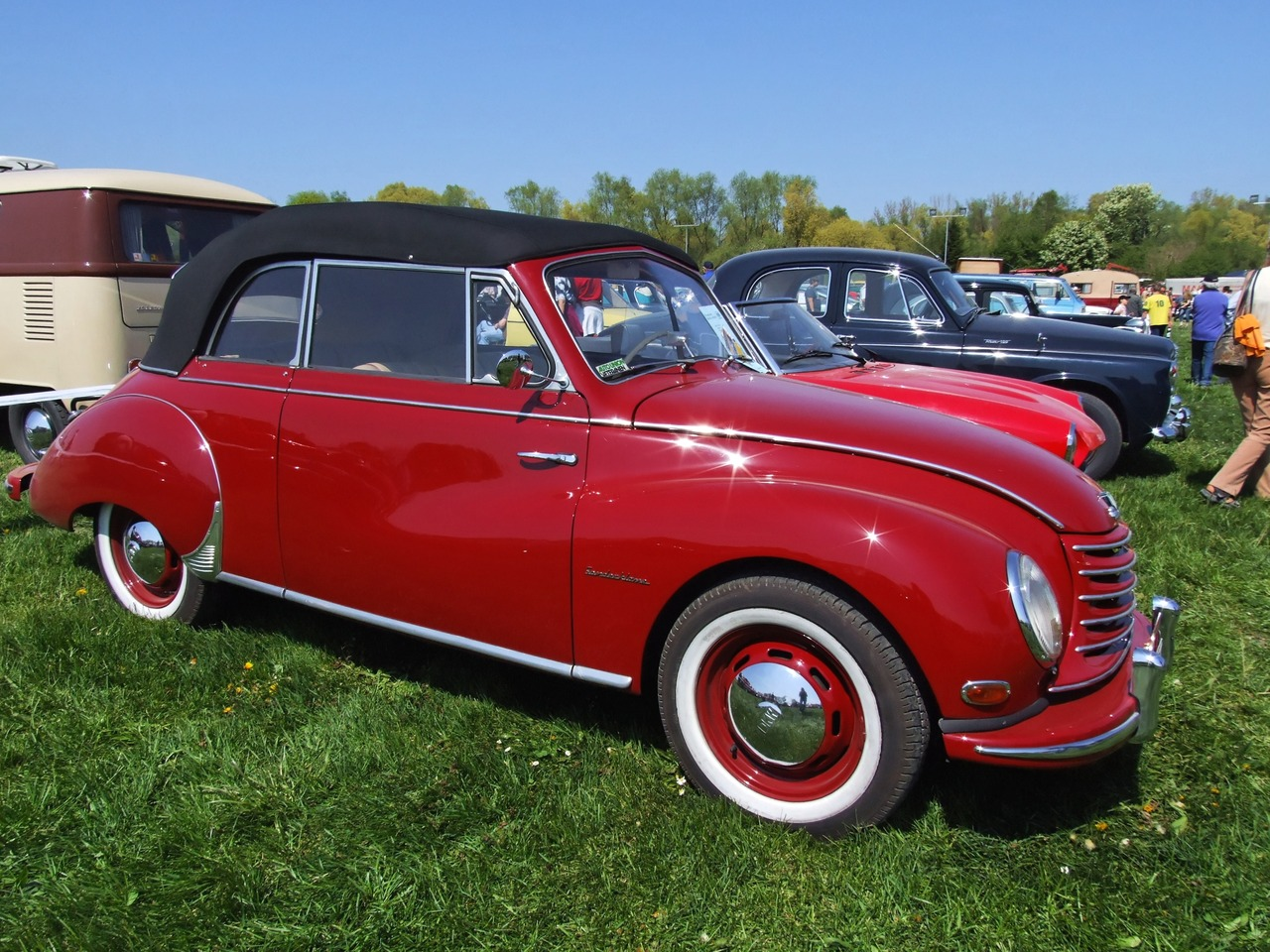
A versão conversível com carroceria Karmann. A grade frontal de ripas identifica isso como uma versão F91 (pré-reestilização).

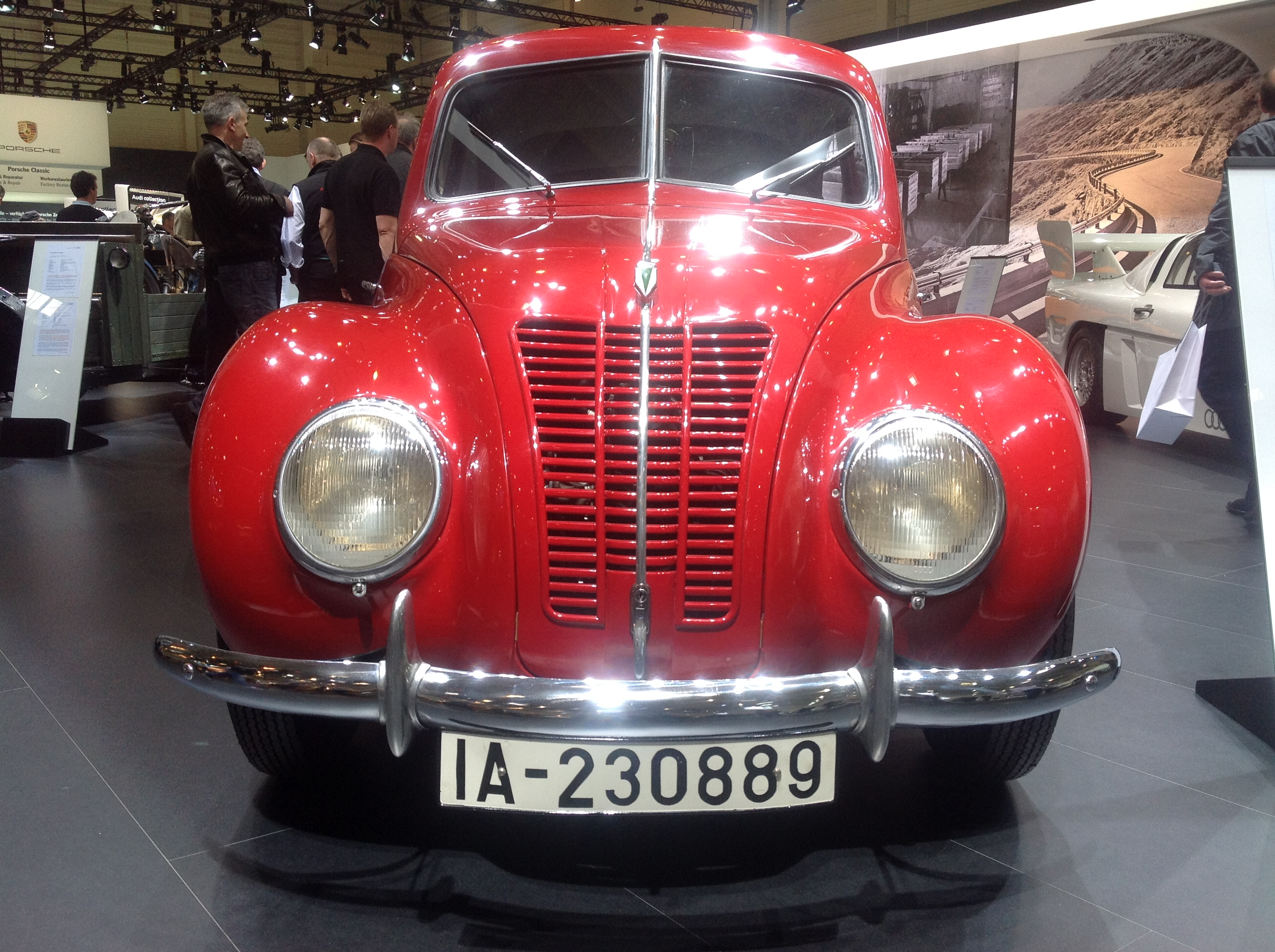

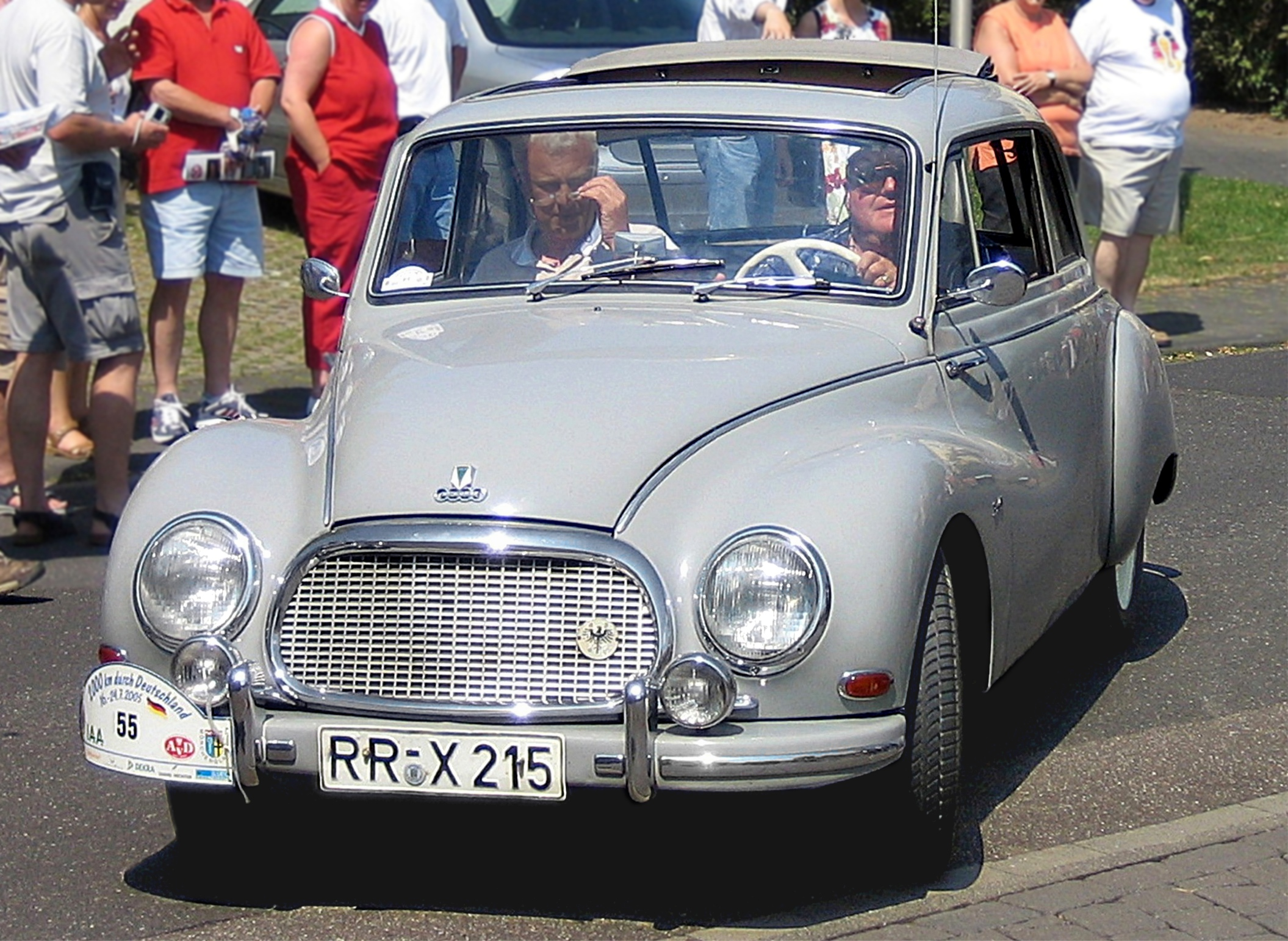
Em 1955, o DKW 3=6 cresceu em largura e bitola em quase 10 cm e foi anunciado como "der Große DKW", o "grande DKW".

O DKW 3=6 é um sedã de tração dianteira fabricado pela Auto Union GmbH. O carro foi lançado no Salão do Automóvel de Frankfurt em março de 1953 e vendido até 1959. Ele carregava o nome Sonderklasse ("Classe Especial") no para-lama direito de todos os modelos com carroceria de aço - sendo parte do nome do modelo para esta linha. O primeiro modelo da linha foi nomeado pelo número do projeto de fábrica, DKW F91, que foi substituído pelos modelos F93 e F94 do ano modelo de 1956. Os modelos F93 e F94 foram chamados pela Auto Union como "Grandes DKW 3=6" (Großer 3=6). Em 1958, o sucessor do carro, o Auto Union 1000 Coupe de Luxe, estava sendo vendido e o carro anterior havia se tornado, em essência, um modelo de estoque; era conhecido mais simplesmente (apenas nos EUA e na Holanda) como DKW 900.
As características notáveis do 3=6 incluíam seu motor de dois tempos de 896 cc e tração dianteira, além do manuseio seguro resultante.

## História
O DKW 3=6 substituiu o DKW F89 / Meisterklasse no devido tempo, embora o Meisterklasse tenha permanecido em produção até abril de 1954. Por sua vez, o 3=6 foi sucedido pelo mais potente Auto Union 1000, oferecido já no final de 1957 para o ano modelo de 1958.
Em reconhecimento à importância do modelo, a Audi Tradition mantém um DKW 3=6 Sonderklasse 1954 em sua frota, e isso é ocasionalmente trazido à tona em eventos automobilísticos históricos.
O DKW 3=6 também teve vários proprietários famosos, como a célebre aviadora Elly Beinhorn (que nomeou seu 3=6 de "Alwine VII"),[carece de fontes?] a lenda do boxe alemão Max Schmeling (duas vezes campeão mundial dos pesos pesados) e a estrela de cinema Anita Ekberg (estrela de A Doce Vida (1960)).[carece de fontes?]

## Vários nomes
A DKW foi uma das quatro empresas que se uniram em 1932 para formar a Auto Union sediada em Zwickau. A empresa foi efetivamente refundada na Alemanha Ocidental em 1949, após a perda para os soviéticos de seus ativos em Zwickau. Três das quatro empresas que constituíram a Auto Union antes da Segunda Guerra Mundial pareciam improváveis de reaparecer em qualquer um dos lados da Cortina de Ferro, mas a partir de 1949 o nome DKW foi usado para o F89 montado pela Auto Union no oeste: este foi o modelo substituído pelo 3=6.
- O nome 'Sonderklasse' ("Classe Especial") diferenciava o carro do modelo anterior que era conhecido como 'Meisterklasse' ("Classe Mestre"). Ambos os nomes também foram usados para DKWs de sucesso comercial na década de 1930.
- O nome '3=6' começou como um slogan publicitário, mas na época da reestilização de 1955 (para o ano modelo de 1956), o nome estava em evidência, e o carro foi anunciado como 'Grande 3=6' (Großer 3=6) diferenciando-o da versão anterior que já trazia a escrita '3=6' à frente da porta em seu lado esquerdo. O objetivo do slogan publicitário era destacar uma equivalência entre o motor de três cilindros de dois tempos do carro e um motor de seis cilindros de quatro tempos. A lógica subjacente era que com o ciclo de dois tempos há potência do motor produzida por uma combustão dentro de cada cilindro para cada rotação do virabrequim: com o ciclo de quatro tempos há potência produzida por uma combustão dentro de cada cilindro apenas para cada rotação alternada do virabrequim. Assim, foi afirmado que o motor de dois tempos estava trabalhando duas vezes mais duro por rotação do motor. Em termos de torque, o sistema de dois tempos parece de fato ter conferido benefícios substanciais quando comparado a um motor de quatro tempos de tamanho similar, mas em termos de potência, grande parte do ganho teórico de energia em termos de potência de saída parece ter sido dissipado como calor adicional, o que por sua vez exigia um ventilador de resfriamento com maior consumo de energia, o que tornou o arranjo bastante barulhento quando colocado logo à frente do motorista e do passageiro do banco da frente.
- O nome F91 era o número do projeto de fábrica do carro. 'F' significava 'Frontantrieb' (tração dianteira). O F91 foi uma evolução do DKW F9, que havia sido um protótipo apresentado em 1938, planejado para produção na fábrica da Auto Union em Zwickau a partir de 1940. Em 1950, o próprio F9 estava pronto para produção e estava sendo produzido como IFA F9 em Zwickau, então esse nome não estava disponível na prática para o sucessor ocidental da 'antiga' Auto Union. O DKW F91 foi substituído pelo F93, seguido pelo F94, seus nomes também retirados dos números do projeto de fábrica. Como os outros nomes se mostraram cada vez mais incompreensíveis, os nomes F91, F93 e F94 são os comumente usados retrospectivamente.

Foi talvez em reconhecimento de que quaisquer vantagens de marketing percebidas disponíveis a partir de nomenclaturas não convencionais tinham sido esgotadas, que a partir de 1958 o carro foi vendido simplesmente como DKW 900 (apenas nos EUA), o nome sendo agora convencionalmente baseado na cilindrada aproximada do motor do carro. O modelo sucessor, já em produção em 1957, também se beneficiou dessa nomenclatura menos desafiadora.

## Carroceria

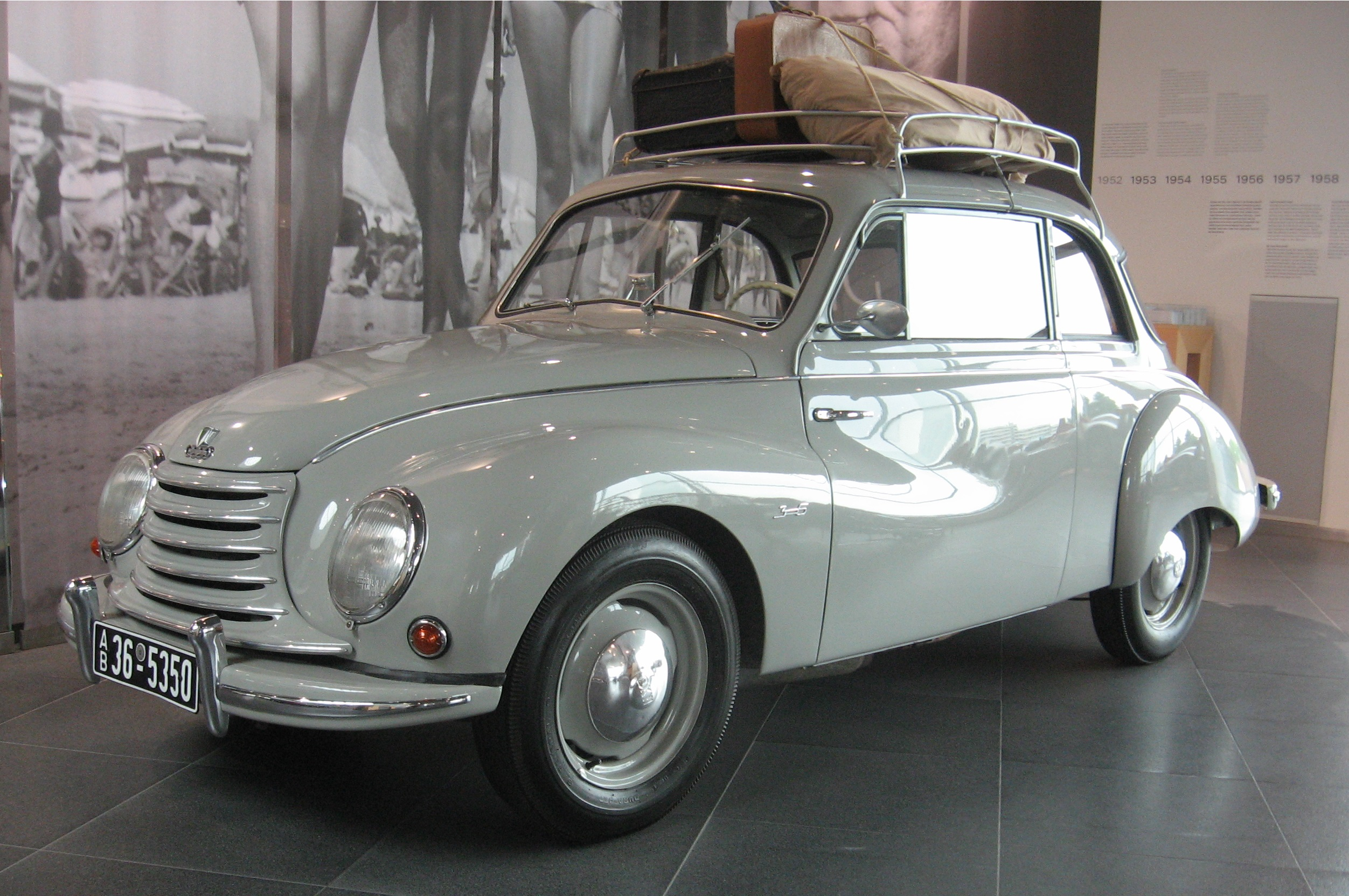
O DKW F91 em exposição no Museu Audi em Ingolstadt

O F91 foi apresentado como um sedã de duas portas com portas de abertura frontal que presumivelmente facilitavam o acesso. Uma versão Coupe ‘sem pilares’, vista pela primeira vez em 1953, foi produzida a partir de 1954, assim como um Cabriolet, com carroceria dos construtores de carrocerias de Osnabruque Karmann. Além disso, havia uma versão perua de três portas, chamada 'Universal', que continuou a ser oferecida sem alterações até 1956.

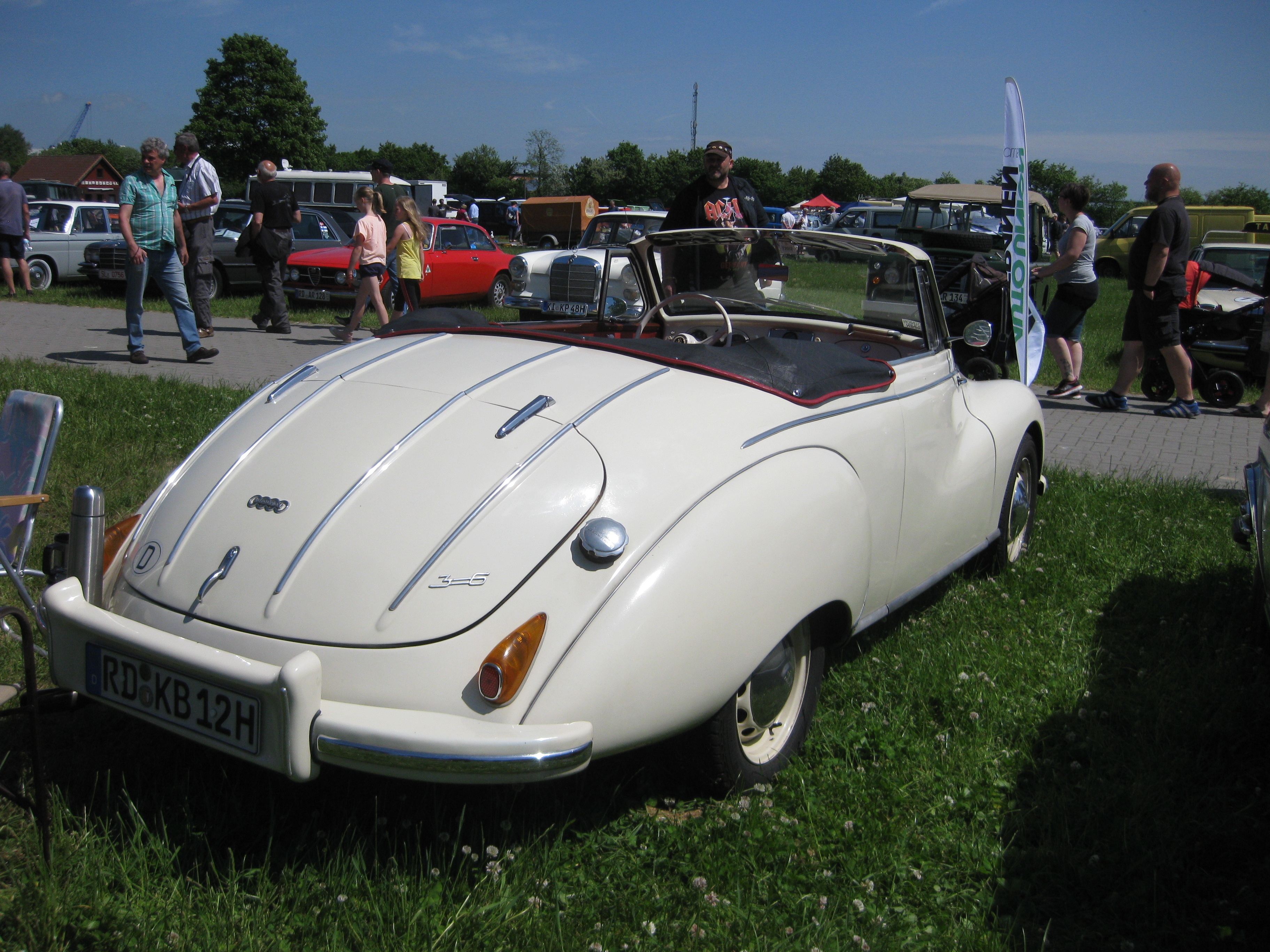
A versão conversível do F93 só estava disponível para o ano modelo de 1956.

As modificações vieram progressivamente. A versão cupê foi lançada com uma janela traseira envolvente de três peças "panorâmica" e, no final de 1954, uma janela traseira envolvente semelhante apareceu no sedã de duas portas. A publicidade destacou recursos como um medidor de combustível e uma luz interna que poderia ser configurada para acender automaticamente quando a porta fosse aberta.
Em 1955 houve o lançamento da versão F93 (para o ano modelo de 1956), também conhecida como Grande DKW 3=6. Houve três séries de produção para o Grande DKW 3=6:

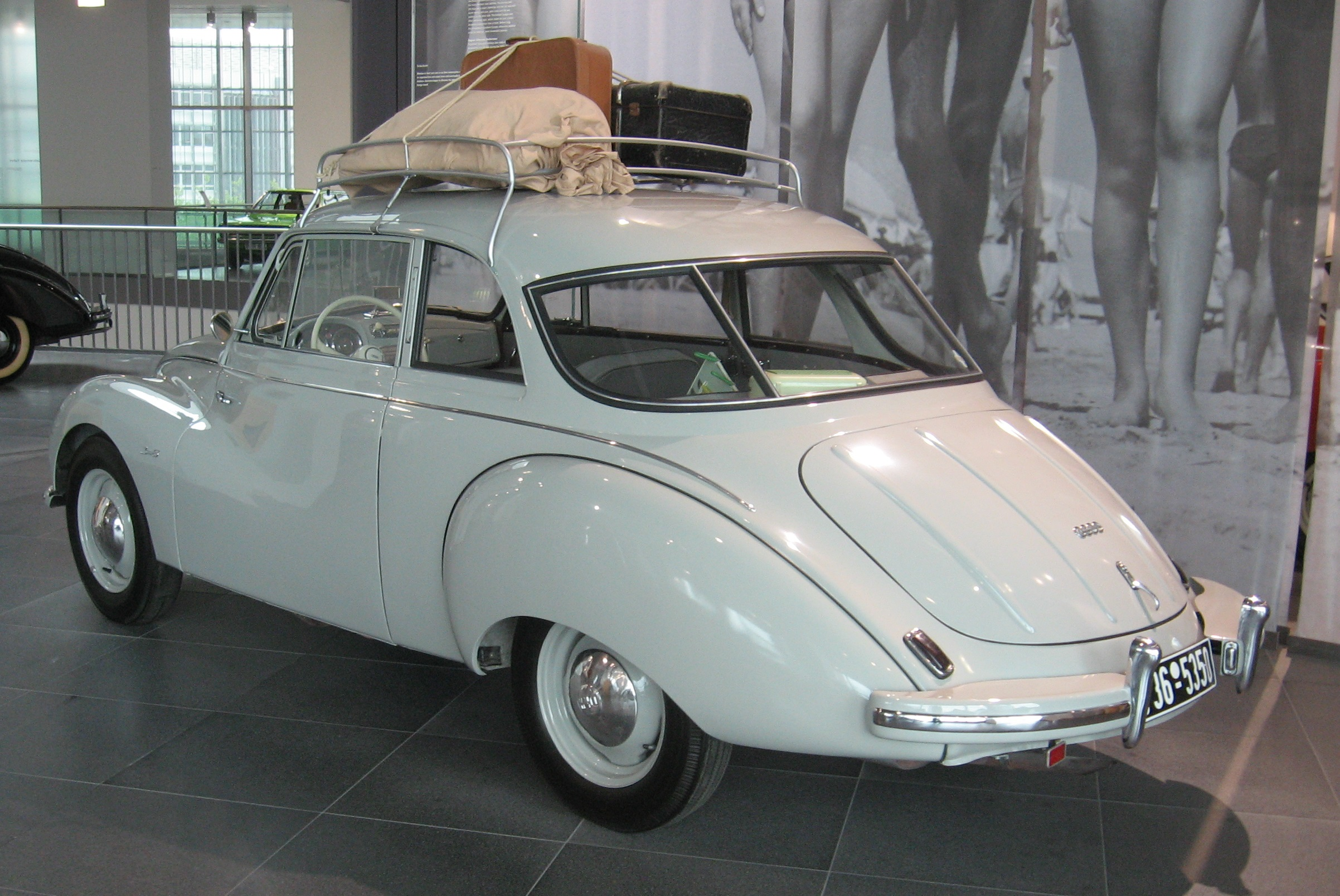
A janela traseira panorâmica de três peças introduzida no F91

- 1ª série: Modelo 1956, produzido de setembro de 1955 a setembro de 1956 (Número do chassi 500 021 a 546 035);
- 2ª série: Modelo 1957, produzido de outubro de 1956 a setembro de 1957 (Número do chassi 546 036 a 588 410);
- 3ª série: Modelo 1958, produzido de setembro de 1957 a agosto de 1959 (Número do chassi 588 411 a 693 753).

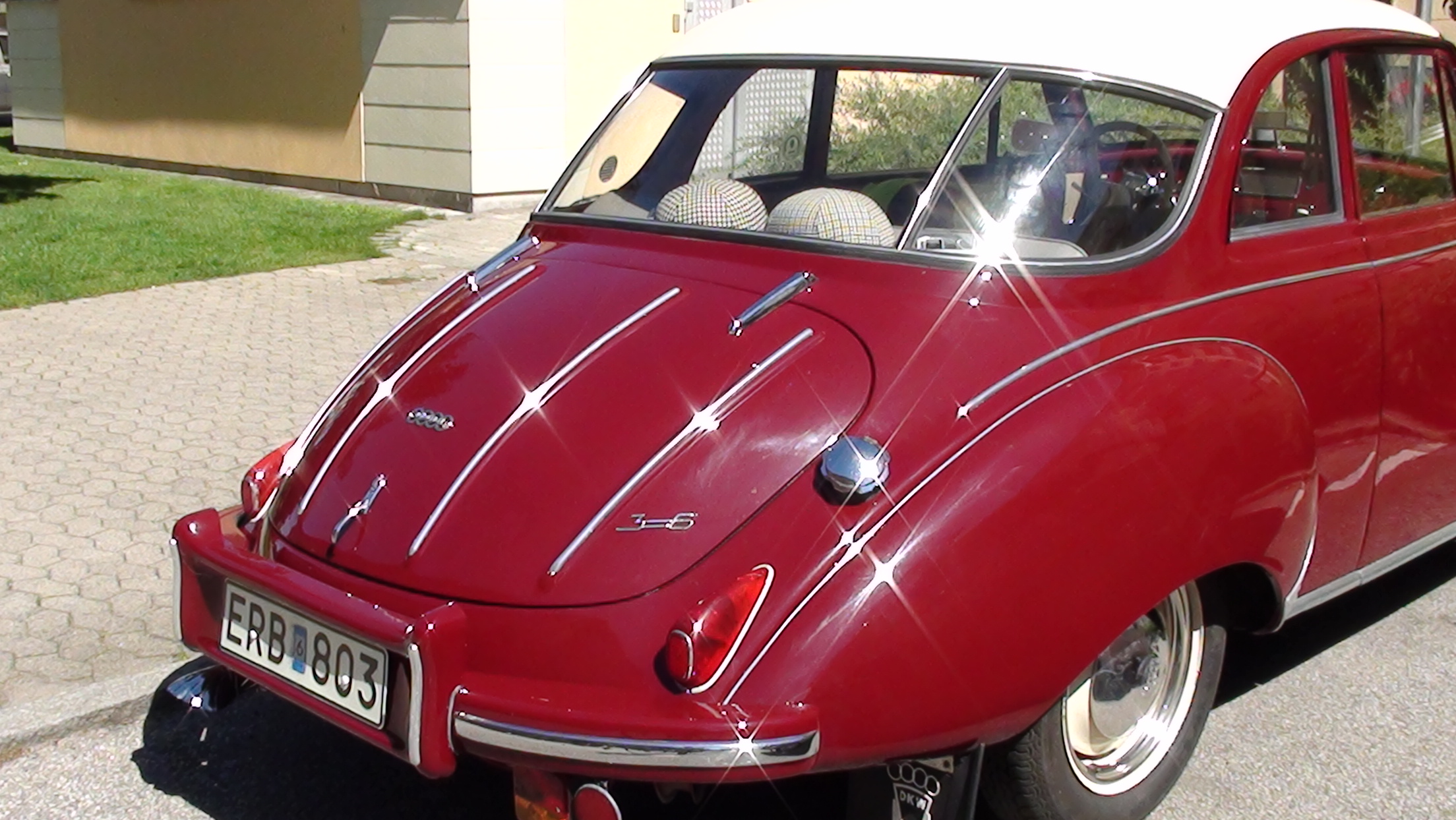
O "Grande DKW" F93 apresentava a mesma janela traseira panorâmica do F91, mas era um carro mais largo com uma série de melhorias. Esse estilo de maçaneta de porta-malas foi usado apenas nos modelos de 1956 e 1957.

O Grande DKW 3=6 compartilhava a distância entre eixos de 235 centímetros do F91, mas era um pouco mais longo, mais largo e mais alto. A bitola também foi aumentada em 10 centímetros. No lugar de ripas de metal horizontais, o novo modelo apresentava uma grade frontal oval contendo cinco ripas horizontais de metal colorido. A grade oval foi modificada novamente em 1957, quando as ripas foram substituídas por um design de grade de cor cromada. No interior, houve melhorias na instrumentação e no aquecimento, bem como um modesto aumento na potência para 40 cv.
O DKW Monza, que surgiu em 1956, era essencialmente um DKW F93 sob sua carroceria (de plástico leve).
Em 1956, com a introdução da versão F94 do carro, uma versão de quatro portas finalmente ficou disponível. A distância entre eixos do sedã de quatro portas foi estendida em 10 centímetros em relação ao de duas portas: a publicidade continuou a enfatizar a amplitude interior líder da classe do DKW. 1956 também foi o ano em que a versão perua F91 "Universal" (a F91S) foi substituída pelo F94U Universal: agora incorporava muitos dos recursos introduzidos dois anos antes nos sedãs. O sedã de quatro portas F94 e a F94 Universal compartilhavam o mesmo chassi.

## DKW no Brasil

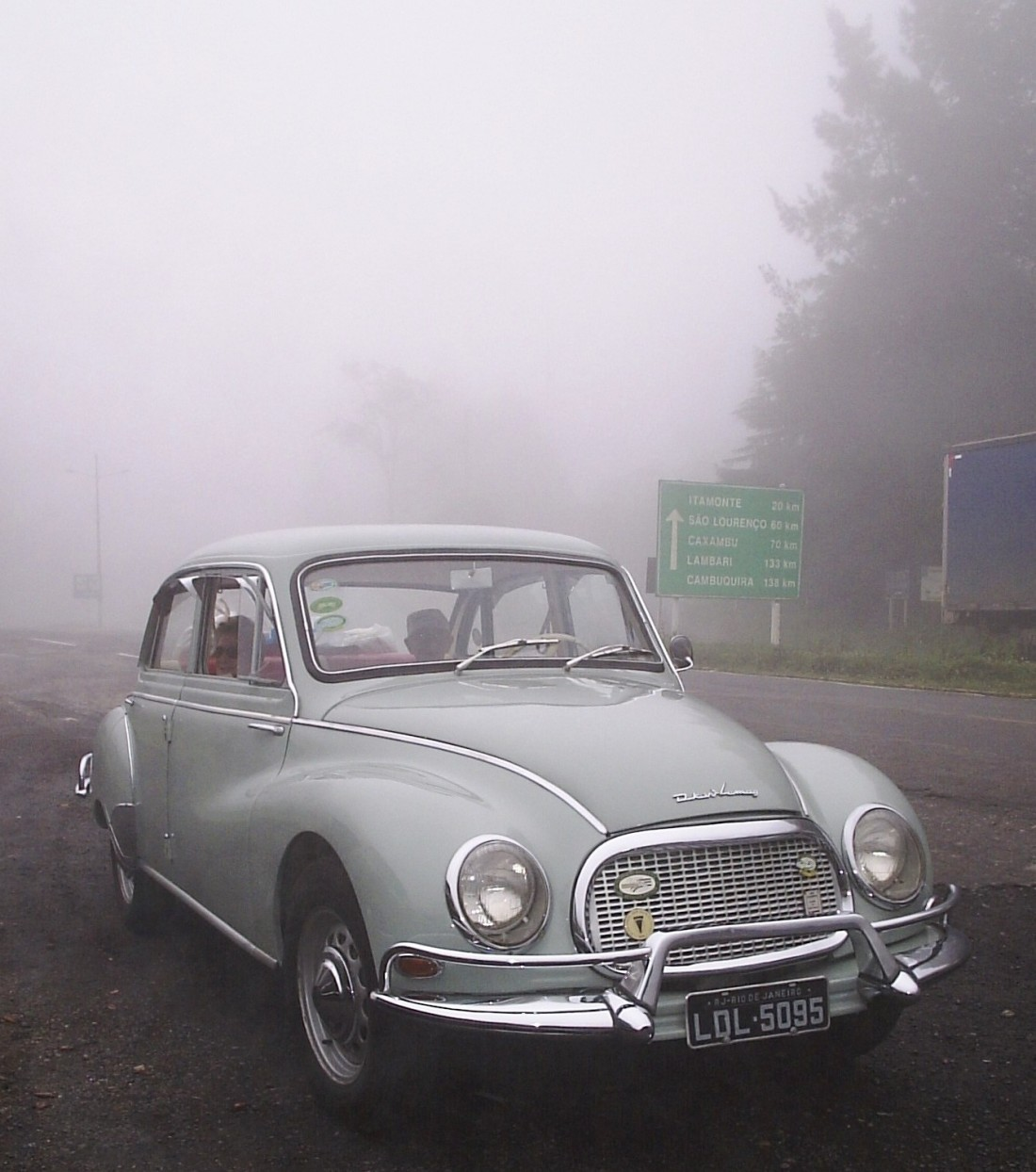
DKW-Vemag Belcar

Os carros da Auto Union também eram muito populares na América do Sul, onde vários tipos especiais baseados no DKW 3=6 foram fabricados no Brasil sob licença da VEMAG de 1956 a 1967. Os modelos vendidos foram o sedã Belcar, a perua Vemaguet e o Fissore, um sedã de duas portas com carroceria de design suave e acabamentos elegantes, que lembrava em termos gerais o DKW F102. A linha F94 feita pela DKW-Vemag foi equipada com portas articuladas na frente (a partir de 1964) e quatro faróis (em 1967). No total, cerca de 109.343 carros foram produzidos no Brasil.

## Dados técnicos

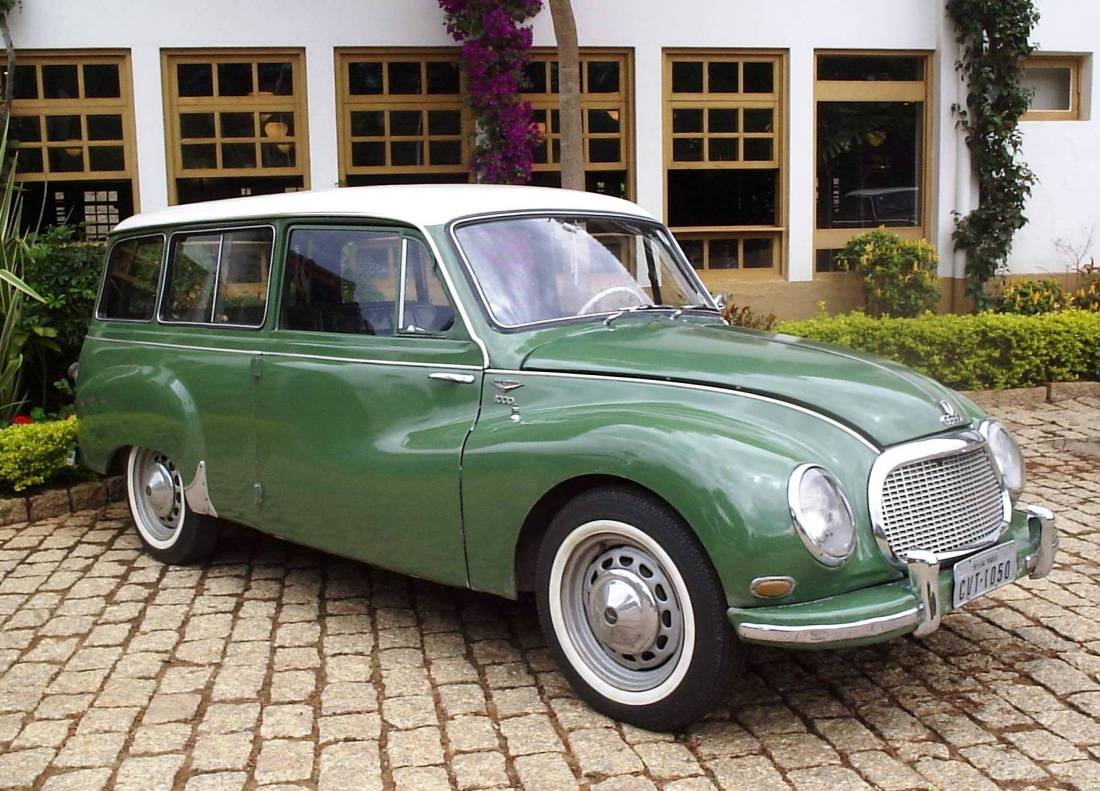
A versão brasileira da DKW F94U Universal, era conhecida como Vemaguet

O motor de três cilindros de 896 cc fornecia no lançamento uma potência de 34 cv. Seguindo o trabalho pioneiro da empresa na década de 1930, o carro tinha uma configuração de tração dianteira, o que significava que não havia um eixo cardã volumoso passando pela cabine de passageiros. O motor refrigerado a água foi instalado longitudinalmente acima das rodas dianteiras - a primeira aparição do layout longitudinal do motor "suspenso" que o sucessor da DKW - Audi - ainda usa até hoje, mas o radiador não era localizado à frente do motor, mas entre o motor e a cabine de passageiros.
A caixa de câmbio, controlada por uma alavanca montada na coluna, era um sistema manual de três velocidades acoplado a um dispositivo de roda livre: no outono de 1953, uma caixa de quatro velocidades foi oferecida como opção. No final de 1956, uma caixa de câmbio de quatro velocidades tornou-se padrão, com todas as marchas, exceto a primeira, totalmente sincronizadas. Em 1956 houve um avanço adicional na transmissão com a disponibilidade de uma embreagem centrífuga automática Saxomat no DKW.
A versão F93 lançada em 1955 (para o ano modelo de 1956) agora ostentava potência aumentada para 38 cv. Isso aumentou ainda mais para 40 cv em 1957. O F93 também incorporou um chassi reforçado e melhorias na suspensão e no sistema de freios.

## Competição
O DKW 3=6 teve muito sucesso no automobilismo nas décadas de 1950 e início de 1960. Vitórias notáveis incluem o Campeonato Europeu de Rali de 1954[carece de fontes?] nas mãos de Walter Schlüter, bem como o Safári de Coroação na África Oriental de 1956 (mais tarde conhecido como Rali Safári) nas mãos de Eric Cecil e Tony Vickers. O DKW 3=6 foi pilotado no automobilismo por muitos pilotos notáveis, incluindo Jim Clark, Tony Brooks, Sarel van der Merwe e Juan Manuel Fangio (Interlagos 1965, Brasil). Na África do Sul, em particular, as vendas foram impulsionadas pelos sucessos no automobilismo de Sarel van der Merwe Snr (pai de Sarel van der Merwe), Coenraad Spamer e Tom Campher. Somente em 1957, a lista de eventos de automobilismo sul-africanos vencidos pelo DKW 3=6 foi considerável – incluindo o Protea Trial de 1957, o Rali Lourenço Marquesde 1957 e o Rali da Taça de Ouro Vaal de 1957.
O DKW Monza (baseado no DKW 3=6) estabeleceu cinco recordes mundiais em 1956 na classe de cilindrada até 1,1 litro com uma velocidade média de quase 140 km/h.
- 4.000 milhas com uma velocidade média de 140,839 km/h
- 48 horas com uma velocidade média de 140,961 km/h
- 5.000 milhas com uma velocidade média de 138,656 km/h
- 10.000 milhas com uma velocidade média de 139,453 km/h
- 72 horas com uma velocidade média de 139,459 km/h[16]